# Maša Zec Peškirič
Maša Zec Peškirič (Jesenice, 21 de janeiro de 1987) é uma tenista profissional eslovena, seu melhor ranking na WTA é de N. 93 em simples.